# Station Genk
Station Genk is een spoorwegstation in de gemeente Genk in België. Het dateert van 1979, toen de spoorlijn 21 (Landen - Hasselt) verlengd werd tot Genk via het bestaande baanvak van spoorlijn 21A (Hasselt - Boxbergheide) en de nieuwe spoorlijn 21D vanaf Boxbergheide. De verlenging gebeurde om de pendelaars naar Leuven en Brussel uit Genk en het oosten van de provincie Limburg, die tot dan toe aangewezen waren op de kleine mijnstationnetjes, meer comfort te geven.
Oorspronkelijk was het de bedoeling deze spoorlijn helemaal te verlengen tot Maastricht, maar omdat dit tracé in Genk al grotendeels volgebouwd was met huizen werd dit omwille van onteigeningen te duur verklaard.
Het is een kopstation met de wachtzaal en nutsvoorzieningen op de begane grond, de sporen in de hoogte. Het stationsgebouw werd in 1979 gebouwd, naar plannen van architect Jacques Devincke.
Sinds 1 maart 2024 zijn de loketten van dit station enkel in de week geopend tussen 7.15 en 14.30 uur.

## Renovatie
In juni 2013 is Infrabel begonnen met een grondige renovatie van het perron en de luifel van het station. De perrons worden verhoogd, vernieuwd en opgefrist en boven de perrons komen grote lichtkoepels in het dak om meer daglicht het station in te laten vallen. Ook de onderdoorgang en de buitenzijde van het station worden grondig aangepakt.
Er is ooit een optie voorzien om het station op vier sporen te brengen. De ruimte en het perron hiervoor hebben sinds de opening van het station bestaan, maar dienden uiteindelijk alleen maar als toegang tot de onderdoorgang vanaf de parking achter het station. Bij de werken aan het station is de voorziene ruimte voor het vierde spoor opgevuld om te dienen als tijdelijk perron voor spoor 3. Geleidelijk aan werd duidelijk dat de ophoging permanent is en dat de optie op een vierde spoor definitief afgevoerd is. De onderdoorgang is enkel nog bereikbaar vanaf de parking, de toegang tot de sporen onmogelijk gemaakt middels hekken en de tegenoverliggende toegang tot het perron volledig toegedekt.
In de toekomst wordt mogelijk ook nog de stationsomgeving aangepakt en komt er mogelijk een nieuw (kantoor) gebouw bij om de aansluiting te maken tussen station, het busstation en het tramstation voor de geplande sneltram.

## Galerij

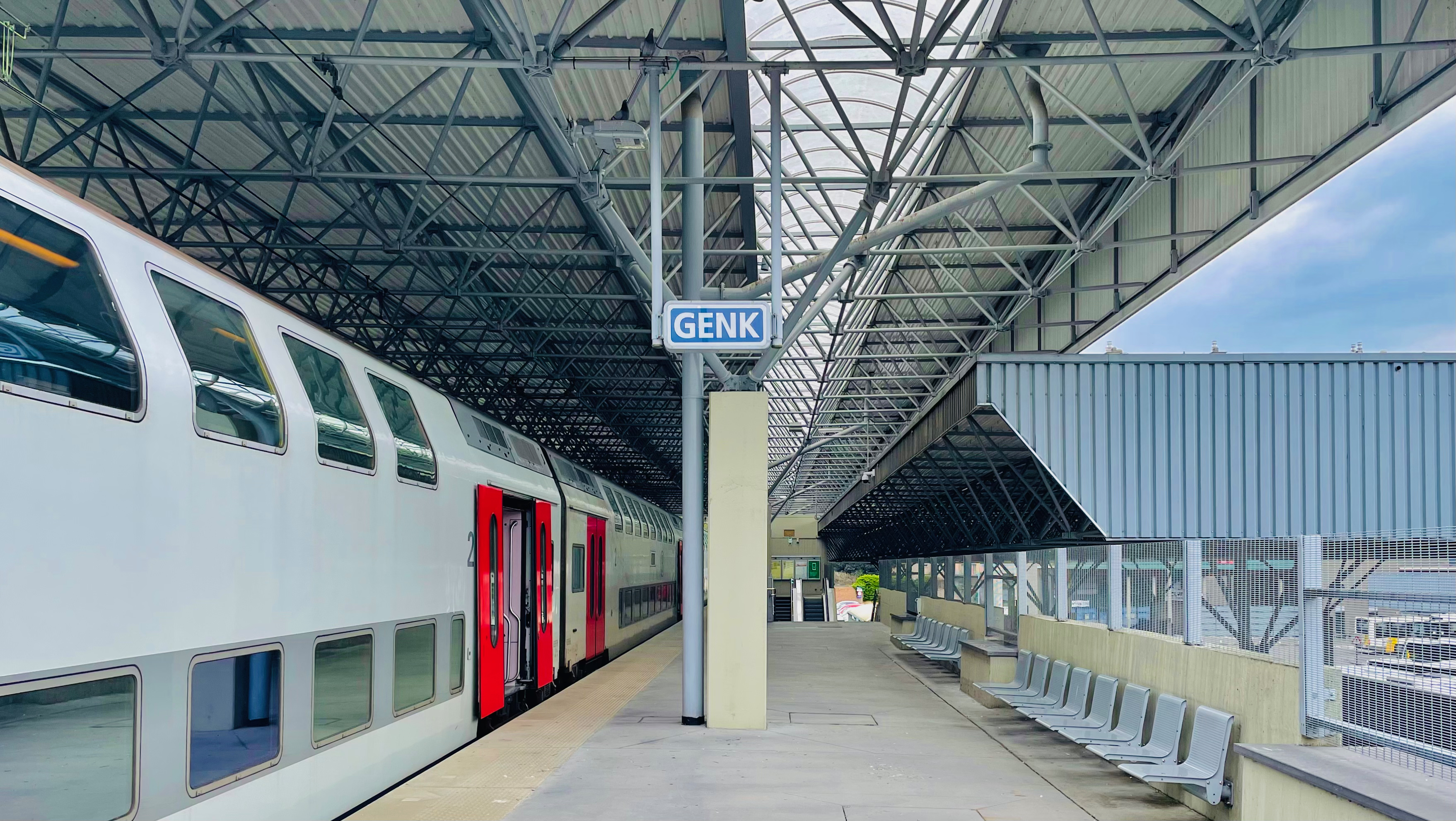
Plaatsnaambord op het perron
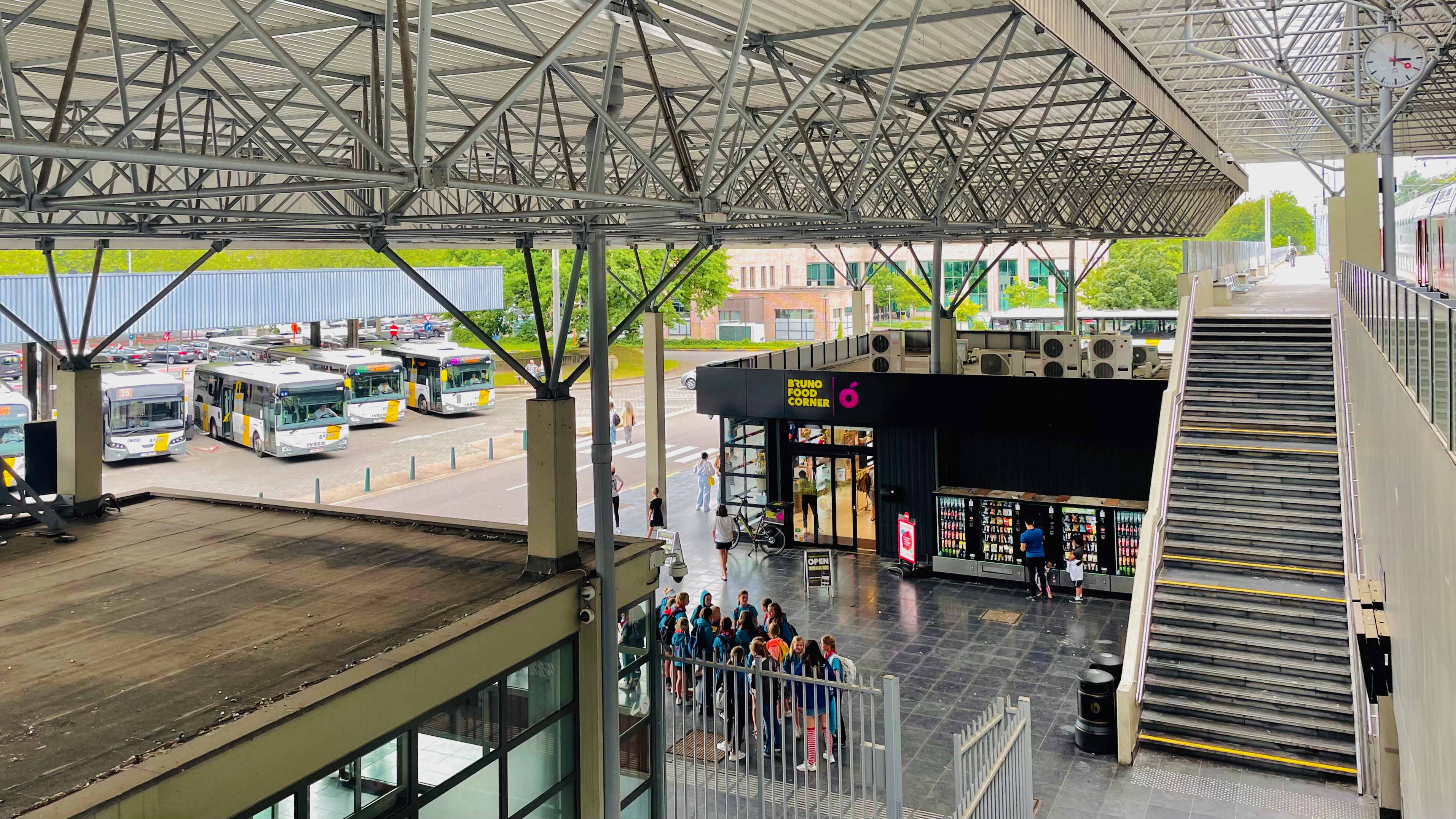
Zicht op de stationshal
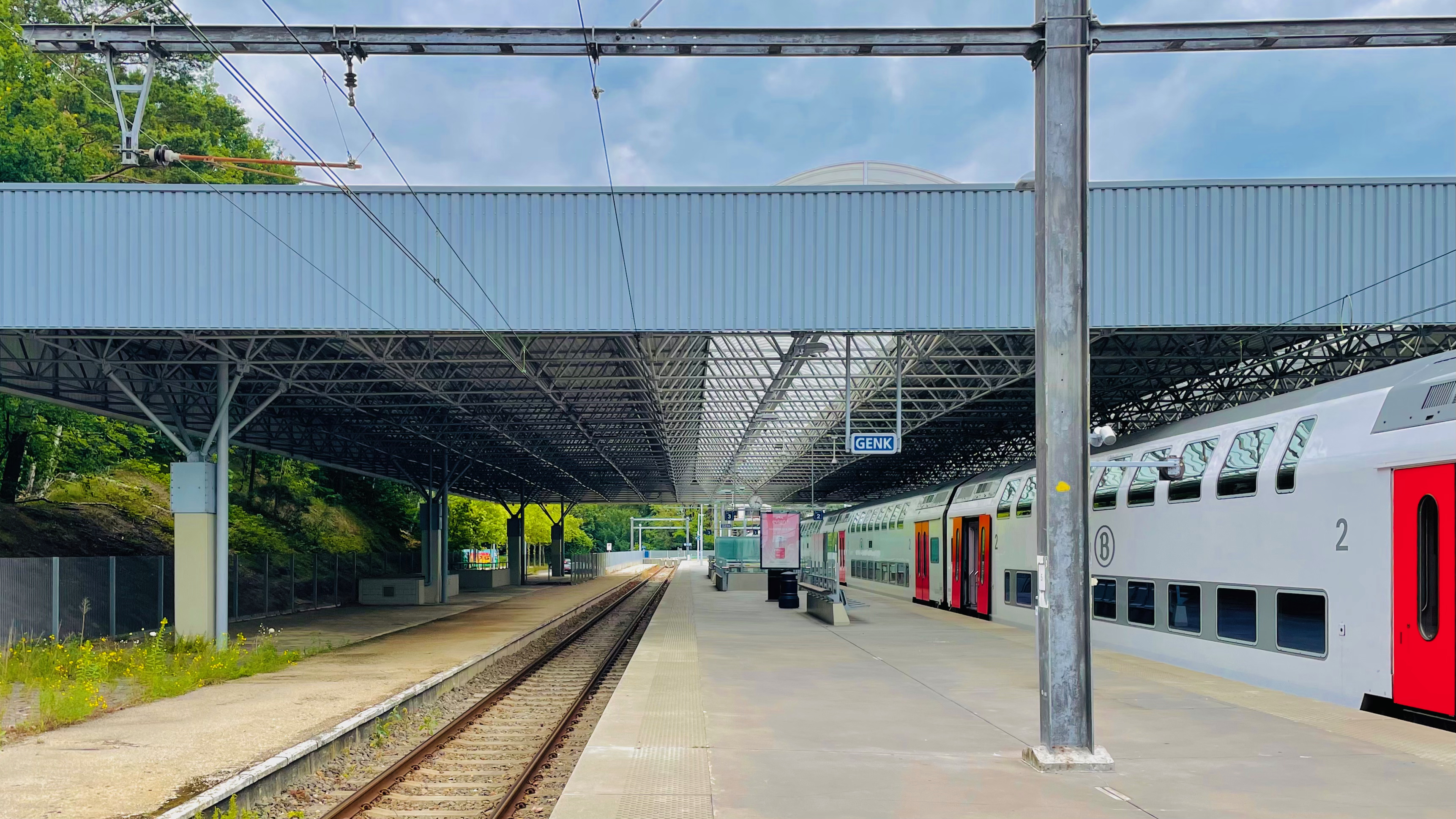
Zicht op het perron
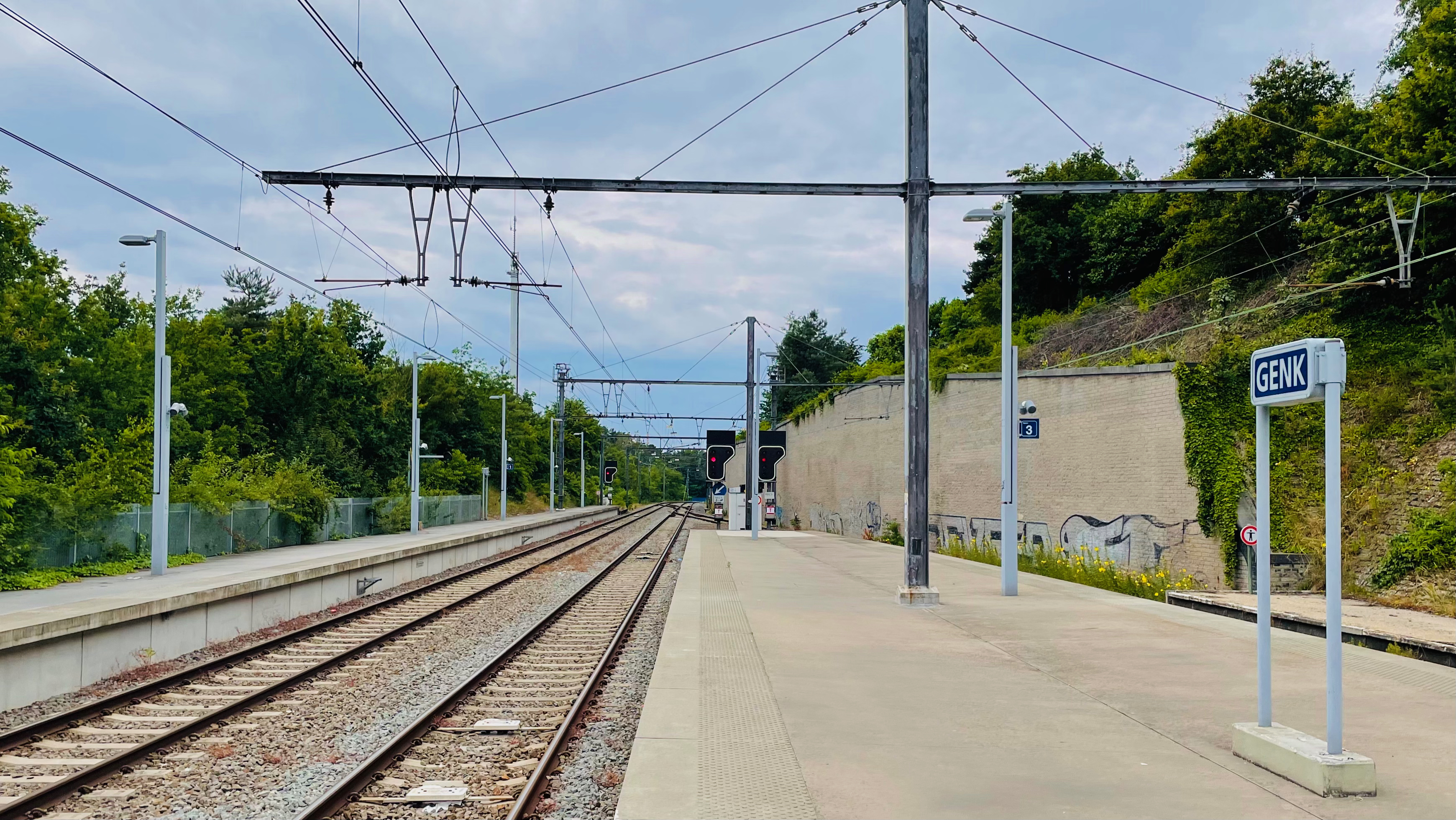
Sporen en perron

## Oude station Genk
Bij de inhulding van de spoorlijn 21A (Hasselt - Maaseik) werd er in 1874 in Genk een station geopend. In 1925 werd een nieuwe ringspoorlijn 21B die langs de drie Genkse steenkoolmijnen liep, aangelegd tussen Boxbergheide en As. De rechtstreekse lijn 21A verloor spoedig aan belang. In oktober 1941 werd dit baanvak opgeheven en het station van Genk gesloten en in 1943 werd de sporen opgebroken. Op de bedding werd op het einde van de jaren 1960 de Europalaan aangelegd en op de plaats van het stationsplein werd Shopping 1, het oudste shopping-center van België, gebouwd. Het huidige station ligt enkele honderden meters ten westen van het oude station.

## Treindienst
| Serie       | Treinsoort          | Route                                                                    | Bijzonderheden             |
| ----------- | ------------------- | ------------------------------------------------------------------------ | -------------------------- |
| IC 03       | Intercity (NMBS)    | Genk – Leuven – Brussel-Zuid – Gent-Sint-Pieters – Brugge – Blankenberge |                            |
| P 2350      | Piekuurtrein (NMBS) | Hasselt – Genk                                                           | Rijdt alleen op werkdagen. |
| P 7300/8300 | Piekuurtrein (NMBS) | Genk – Hasselt – Leuven – Brussel-Zuid                                   | Rijdt alleen op werkdagen. |
| P 7310/8310 | Piekuurtrein (NMBS) | Leuven – Hasselt – Genk                                                  | Rijdt alleen op werkdagen. |
| P 7370/8370 | Piekuurtrein (NMBS) | Genk – Hasselt                                                           | Rijdt alleen op werkdagen. |

## Reizigerstellingen
De grafiek en tabel geven het gemiddeld aantal instappende reizigers weer op een week-, zater- en zondag.
| Tabel: aantal instappende reizigers station Genk | Tabel: aantal instappende reizigers station Genk | Tabel: aantal instappende reizigers station Genk | Tabel: aantal instappende reizigers station Genk |
|                                                  | Weekdag                                          | Zaterdag                                         | Zondag                                           |
| ------------------------------------------------ | ------------------------------------------------ | ------------------------------------------------ | ------------------------------------------------ |
| 1979                                             | 542                                              | 326                                              | 784                                              |
| 1980                                             | 583                                              | 250                                              | 820                                              |
| 1981                                             | 635                                              | 291                                              | 994                                              |
| 1982                                             | 732                                              | 325                                              | 873                                              |
| 1983                                             | 609                                              | 333                                              | 983                                              |
| 1984                                             | 618                                              | 373                                              | 903                                              |
| 1985                                             | 656                                              | 396                                              | 908                                              |
| 1986                                             | 810                                              | 418                                              | 915                                              |
| 1987                                             | 763                                              | 319                                              | 745                                              |
| 1988                                             | 686                                              | 415                                              | 901                                              |
| 1989                                             | 781                                              | 501                                              | 1 082                                            |
| 1990                                             | 877                                              | 451                                              | 1 184                                            |
| 1991                                             | 865                                              | 577                                              | 1 187                                            |
| 1992                                             | 978                                              | 447                                              | 1 212                                            |
| 1993                                             | 902                                              | 564                                              | 1 309                                            |
| 1994                                             | 1 083                                            | 557                                              | 1 608                                            |
| 1995                                             | 1 123                                            | 830                                              | 1 274                                            |
| 1996                                             | 1 266                                            | 745                                              | 1 950                                            |
| 1997                                             | 1 185                                            | 671                                              | 1 467                                            |
| 1998                                             | 1 351                                            | 670                                              | 1 562                                            |
| 1999                                             | 892                                              | 515                                              | 1 093                                            |
| 2000                                             | 927                                              | 742                                              | 1 153                                            |
| 2001                                             | 878                                              | 585                                              | 1 016                                            |
| 2002                                             | 833                                              | 576                                              | 1 176                                            |
| 2003                                             | 768                                              | 1 035                                            | 1 148                                            |
| 2004                                             | 818                                              | 644                                              | 1 166                                            |
| 2005                                             | 903                                              | 788                                              | 1 316                                            |
| 2006                                             | 945                                              | 823                                              | 1 105                                            |
| 2007                                             | 1 040                                            | 718                                              | 1 400                                            |
| 2008                                             | -                                                | -                                                | -                                                |
| 2009                                             | 821                                              | 965                                              | 1 715                                            |
| 2010                                             | -                                                | -                                                | -                                                |
| 2011                                             | -                                                | -                                                | -                                                |
| 2012                                             | 1 118                                            | 774                                              | 1 895                                            |
| 2013                                             | 1 089                                            | 834                                              | 1 308                                            |
| 2014                                             | 1 081                                            | 697                                              | 1 535                                            |
| 2015                                             | 1 033                                            | 582                                              | 1 269                                            |
| 2016                                             | 1 074                                            | 575                                              | 1 379                                            |
| 2017                                             | 1 036                                            | 647                                              | 1 416                                            |
| 2018                                             | 1 214                                            | 774                                              | 1 513                                            |
| 2019                                             | 888                                              | 715                                              | 1 422                                            |
| 2020                                             | 695                                              | 325                                              | 764                                              |
| 2021                                             | -                                                | -                                                | -                                                |
| 2022                                             | 1 201                                            | 360                                              | 680                                              |
| 2023                                             | 1 350                                            | 953                                              | 1 163                                            |
| 2024                                             | 1 081                                            | 658                                              | 1 117                                            |

0,0: Hasselt ·
1,7: Kuringen ·
4,9: Kiewit ·
9,5: Bokrijk ·
12,2: Boxbergheide ·
(15,7: Genk) ·
14,8: Winterslag ·
19,3: Zwartberg ·
21,8: Waterschei ·
22,8: As ·
28,3: Opoeteren-Dilsen ·
31,7: Rotem ·
34,3: Elen ·
39,2: Maaseik